# Tadeusz Kłosowski
Tadeusz Kłosowski – polski kierowca wyścigowy.

## Biografia
W WSMP zadebiutował w 1985 roku, ścigając się Polskim Fiatem 126p w barwach Automobilklubu Szczecińskiego. Zajął wówczas 21. miejsce w klasie 1. Rok później zadebiutował w wyścigach samochodów jednomiejscowych i zajął piąte miejsce w klasie 7.
W sezonie 1995 startował Estonią 21 w klasie E-1300, zajmując na koniec sezonu 21. pozycję, zaś w sezonie 1996 był dwunasty.
W 1997 roku rozpoczął starty Reynardem w klasie E-2000 i zajął trzecie miejsce w klasyfikacji końcowej. Wynik ten powtórzył w sezonie 1998, a w roku 1999, po zmianie pojazdu na Dallarę, był czwarty. W sezonie 2000 wygrał cztery wyścigi i został wicemistrzem serii. W sezonie 2001 zdobył tytuł mistrzowski, wygrywając sześć wyścigów. Rok 2002 zakończył na drugim miejscu.
W 2002 roku zadebiutował w Austriackiej Formule 3. Zajął wówczas 14. miejsce w klasyfikacji końcowej oraz szóste w klasyfikacji Austria Formel 3 Trophy. W 2003 roku zajął 17. miejsce w klasyfikacji cyklu, oraz szóste w Austria Formel 3 Trophy.

## Wyniki
| Legenda oznaczeń w tabelach wyników Wyświetl szablon na nowej stronie | Legenda oznaczeń w tabelach wyników Wyświetl szablon na nowej stronie                                                                     |
| Oznaczenie                                                            | Wyjaśnienie |
| --------------------------------------------------------------------- | --- |
| Złoty                                                                 | Zwycięzca lub mistrzostwo |
| Srebrny                                                               | 2. miejsce lub wicemistrzostwo |
| Brązowy                                                               | 3. miejsce lub II wicemistrzostwo |
| Zielony                                                               | Ukończył, punktował (w klasyfikacji generalnej, gdy zdobył co najmniej jeden punkt na przestrzeni sezonu, poza trzema powyższymi opcjami) |
| Niebieski                                                             | Ukończył, nie punktował (w klasyfikacji generalnej, gdy nie zdobył co najmniej jednego punktu na przestrzeni sezonu)                      |
| Czerwony                                                              | Nie zakwalifikował się (NZ) |
| Czerwony                                                              | Nie prekwalifikował się (NPK) |
| Różowy                                                                | Nie ukończył (NU) |
| Różowy                                                                | Niesklasyfikowany (NS) (w klasyfikacji generalnej, gdy nie został sklasyfikowany w żadnym wyścigu sezonu)                                 |
| Czarny                                                                | Zdyskwalifikowany (DK) |
| Czarny                                                                | Wykluczony (WYK/EX) |
| Biały                                                                 | Nie wystartował (NW) |
| Biały                                                                 | Kontuzjowany (K/INJ) |
| Biały                                                                 | Wyścig odwołany (OD/C) |
| Bez koloru                                                            | Został wycofany (WYC/WD) |
| Bez koloru                                                            | Nie przybył (NP/DNA) |
| Bez koloru                                                            | Nie brał udziału w treningach (NT/DNP) |
| Bez koloru                                                            | Nie został zgłoszony (–) |
| Pogrubienie                                                           | Start z pole position |
| Kursywa                                                               | Najszybsze okrążenie wyścigu |
| †                                                                     | Nie ukończył, ale jego rezultat został zaliczony ze względu na przejechanie więcej niż 90% dystansu wyścigu.                              |
| *                                                                     | Sezon w trakcie |
| 1/2/3                                                                 | Punktowana pozycja w sprincie kwalifikacyjnym                                                                                             |
| Lista systemów punktacji Formuły 1                                    | |

### Polska Formuła 3
| Rok  | Zespół                    | Samochód     | Silnik     | Wyniki w poszczególnych eliminacjach | Wyniki w poszczególnych eliminacjach | Wyniki w poszczególnych eliminacjach | Wyniki w poszczególnych eliminacjach | Wyniki w poszczególnych eliminacjach | Wyniki w poszczególnych eliminacjach | Wyniki w poszczególnych eliminacjach | Wyniki w poszczególnych eliminacjach | Wyniki w poszczególnych eliminacjach | Wyniki w poszczególnych eliminacjach | Pkt. | Msc. |
| ---- | ------------------------- | ------------ | ---------- | ------------------------------------ | ------------------------------------ | ------------------------------------ | ------------------------------------ | ------------------------------------ | ------------------------------------ | ------------------------------------ | ------------------------------------ | ------------------------------------ | ------------------------------------ | ---- | ---- |
| 1997 |                           |              |            | Polska                               | Polska                               | Polska                               | Polska                               | Polska                               | Polska                               | Polska                               | Polska                               |                                      |                                      | 78   | 3    |
| 1997 | Automobilklub Szczeciński | Reynard 873  | Volkswagen | 3                                    | 2                                    | 2                                    | 4                                    | -                                    | -                                    | 3                                    | 3                                    |                                      |                                      | 78   | 3    |
| 1998 |                           |              |            | Polska                               | Polska                               | Polska                               | Polska                               | Polska                               | Polska                               | Polska                               | Polska                               | Polska                               | Polska                               | 140  | 3    |
| 1998 | Automobilklub Szczeciński | Reynard 873  | Volkswagen | 2                                    | NU                                   | 3                                    | 3                                    | NW                                   | NU                                   | 3                                    | 3                                    | NW                                   | 7                                    | 140  | 3    |
| 1999 |                           |              |            | Polska                               | Polska                               | Polska                               | Polska                               | Polska                               | Polska                               | Polska                               |                                      |                                      |                                      | 22   | 4    |
| 1999 | Automobilklub Szczeciński | Dallara F393 | Opel       | 4                                    | 4                                    | 2                                    | 3                                    | -                                    | 2                                    | -                                    |                                      |                                      |                                      | 22   | 4    |
| 2000 |                           |              |            | Polska                               | Polska                               | Polska                               | Polska                               | Polska                               | Polska                               | Polska                               |                                      |                                      |                                      | 95   | 2    |
| 2000 | Lotos                     | Dallara F394 | Opel       | -                                    | 1                                    | 1                                    | 3                                    | 1                                    | NU                                   | 1                                    |                                      |                                      |                                      | 95   | 2    |
| 2001 |                           |              |            | Polska                               | Polska                               | Polska                               | Polska                               | Polska                               | Polska                               | Polska                               |                                      |                                      |                                      | 120  | 1    |
| 2001 | Lotos                     | Dallara F394 | Opel       | 1                                    | 1                                    | 1                                    | 1                                    | 1                                    | ?                                    | ?                                    |                                      |                                      |                                      | 120  | 1    |
| 2002 |                           |              |            | Polska                               | Polska                               | Polska                               | Polska                               | Polska                               | Polska                               |                                      |                                      |                                      |                                      | 162  | 2    |
| 2002 | Lotos                     | Dallara F393 | Opel       | 2                                    | 2                                    | 2                                    | 1                                    | NU                                   | 3                                    |                                      |                                      |                                      |                                      | 162  | 2    |

### Austriacka Formuła 3
| Rok  | Zespół            | Samochód     | Silnik | Wyniki w poszczególnych eliminacjach | Wyniki w poszczególnych eliminacjach | Wyniki w poszczególnych eliminacjach | Wyniki w poszczególnych eliminacjach | Wyniki w poszczególnych eliminacjach | Wyniki w poszczególnych eliminacjach | Wyniki w poszczególnych eliminacjach | Wyniki w poszczególnych eliminacjach | Wyniki w poszczególnych eliminacjach | Wyniki w poszczególnych eliminacjach | Wyniki w poszczególnych eliminacjach | Wyniki w poszczególnych eliminacjach | Wyniki w poszczególnych eliminacjach | Wyniki w poszczególnych eliminacjach | Wyniki w poszczególnych eliminacjach | Wyniki w poszczególnych eliminacjach | Wyniki w poszczególnych eliminacjach | Wyniki w poszczególnych eliminacjach | Pkt. | Msc. |
| ---- | ----------------- | ------------ | ------ | ------------------------------------ | ------------------------------------ | ------------------------------------ | ------------------------------------ | ------------------------------------ | ------------------------------------ | ------------------------------------ | ------------------------------------ | ------------------------------------ | ------------------------------------ | ------------------------------------ | ------------------------------------ | ------------------------------------ | ------------------------------------ | ------------------------------------ | ------------------------------------ | ------------------------------------ | ------------------------------------ | ---- | ---- |
| 2002 |                   |              |        | Austria                              | Austria                              | Austria                              | Austria                              | Niemcy                               | Niemcy                               | Czechy                               | Czechy                               | Czechy                               | Czechy                               | Czechy                               | Czechy                               | Niemcy                               | Niemcy                               | Niemcy                               | Niemcy                               |                                      |                                      | 30   | 14   |
| 2002 | Tadeusz Kłosowski | Dallara F393 | Opel   | -                                    | -                                    | -                                    | -                                    | -                                    | -                                    | -                                    | -                                    | 5                                    | 7                                    | 4                                    | 4                                    | -                                    | -                                    | -                                    | -                                    |                                      |                                      | 30   | 14   |
| 2003 |                   |              |        | Niemcy                               | Niemcy                               | Niemcy                               | Niemcy                               | Austria                              | Austria                              | Austria                              | Austria                              | Niemcy                               | Niemcy                               | Czechy                               | Czechy                               | Austria                              | Austria                              | Czechy                               | Czechy                               | Austria                              | Austria                              | 18   | 17   |
| 2003 | Tadeusz Kłosowski | Dallara F393 | Opel   | -                                    | -                                    | -                                    | -                                    | -                                    | -                                    | 5                                    | 4                                    | -                                    | -                                    | -                                    | -                                    | -                                    | -                                    | -                                    | -                                    | -                                    | -                                    | 18   | 17   |